# Gubbsjön, Lappland
Gubbsjön är en sjö i Dorotea kommun i Lappland och ingår i Ångermanälvens huvudavrinningsområde. Sjön har en area på 0,679 kvadratkilometer och ligger 479,1 meter över havet. Sjön avvattnas av vattendraget Näsån (Långselån).

## Delavrinningsområde
Gubbsjön ingår i det delavrinningsområde (718764-147451) som SMHI kallar för Utloppet av Gubbsjön. Medelhöjden är 543 meter över havet och ytan är 8,61 kvadratkilometer. Räknas de 29 avrinningsområdena uppströms in blir den ackumulerade arean 199,05 kvadratkilometer. Näsån (Långselån) som avvattnar avrinningsområdet har biflödesordning 3, vilket innebär att vattnet flödar genom totalt 3 vattendrag innan det når havet efter 298 kilometer. Avrinningsområdet består mestadels av skog (88 procent). Avrinningsområdet har 0,68 kvadratkilometer vattenytor vilket ger det en sjöprocent på 7,9 procent.